# Gavin Hassett
Gavin Hassett (* 13. Juli 1973 in Saint John, Neubraunschweig) ist ein ehemaliger kanadischer Leichtgewichts-Ruderer. Er gewann eine olympische Silbermedaille und einen Weltmeistertitel.

## Karriere
Der 1,80 m große Hassett begann 1989 mit dem Rudersport. Bei den Weltmeisterschaften 1993 in Račice u Štětí gewann er mit dem kanadischen Leichtgewichts-Achter den Titel. Danach wechselte er in den Leichtgewichts-Vierer ohne Steuermann. Bei den Weltmeisterschaften 1994 belegte er mit Robert Fontaine, Jeffrey Lay und Bryan Thompson aus dem Vorjahres-Achter den vierten Platz. 1995 erreichte das Boot in der Besetzung Brian Peaker, Jeffrey Lay, Dave Boyes und Gavin Hassett ebenfalls den vierten Platz bei den Weltmeisterschaften in Tampere. Bei der olympischen Premiere des Leichtgewichts-Ruderns 1996 in Atlanta siegten die Dänen mit einer halben Sekunde Vorsprung vor den Kanadiern.
1999 belegte der kanadische Leichtgewichts-Vierer ohne Steuermann bei den Weltmeisterschaften in St. Catharines den sechsten Platz in der Besetzung Iain Brambell, Chris Davidson, Gavin Hassett und Jon Beare. In der gleichen Besetzung verpasste die Crew bei den Olympischen Spielen 2000 das A-Finale und belegte den siebten Platz. Mit Jonathan Mandick für Beare belegten die Kanadier den fünften Platz bei den Weltmeisterschaften 2001. 2002 in Sevilla gewannen Douglas Vandor, Iain Brambell, Jonathan Mandick und Gavin Hassett die Bronzemedaille hinter den Booten aus Dänemark und Italien. In gleicher Besetzung erreichten die Kanadier 2003 in Mailand den fünften Platz. Zum Abschluss seiner Karriere belegte Hassett zusammen mit Brambell, Mandick und Beare den fünften Platz bei den Olympischen Spielen 2004 in Athen.